# 344 Desiderata
344 Desiderata је астероид главног астероидног појаса са пречником од приближно 132,27 km.
Афел астероида је на удаљености од 3,413 астрономских јединица (АЈ) од Сунца, а перихел на 1,773 АЈ.
Ексцентрицитет орбите износи 0,316, инклинација (нагиб) орбите у односу на раван еклиптике 18,355 степени, а орбитални период износи 1525,655 дана (4,177 године).
Апсолутна магнитуда астероида је 8,08 а геометријски албедо 0,059.
Астероид је откривен 15. новембра 1892. године.